# Melinaea
Genre
Melinaea est un genre d'insectes lépidoptères appartenant à la famille des Nymphalidae et à la sous-famille des Danainae, tribu des Ithomiini. Ce genre sert de référence à une sous-tribu les Melinaeina.

## Dénomination
- Le genre Melinaea a été décrit par l’entomologiste allemand Jakob Hübner en 1816[1].
- L'espèce type pour le genre est Melinaea ludovica (Cramer, 1777).

### Synonymes
- Czakia (Kremky, 1925)[2]

## Résidence
Ils résident tous en Amérique tempérée ou tropicale.

## Taxonomie
Il existe onze espèces pour ce genre :
- Melinaea ethra (Godart, 1819)
- Melinaea idae (C. & R. Felder, 1862)
- Melinaea isocomma (Forbes, 1948)
- Melinaea lilis  (Doubleday, 1847)
- Melinaea ludovica  (Cramer, 1780) Espèce type pour le genre.
- Melinaea marsaeus (Hewitson, 1860)
- Melinaea menophilus (Hewitson, 1856)
- Melinaea mnasias  (Hewitson, 1856)
- Melinaea mneme (Linnaeus, 1763)
- Melinaea mnemopsis (Berg, 1897)
- Melinaea satevis (Doubleday, 1847)

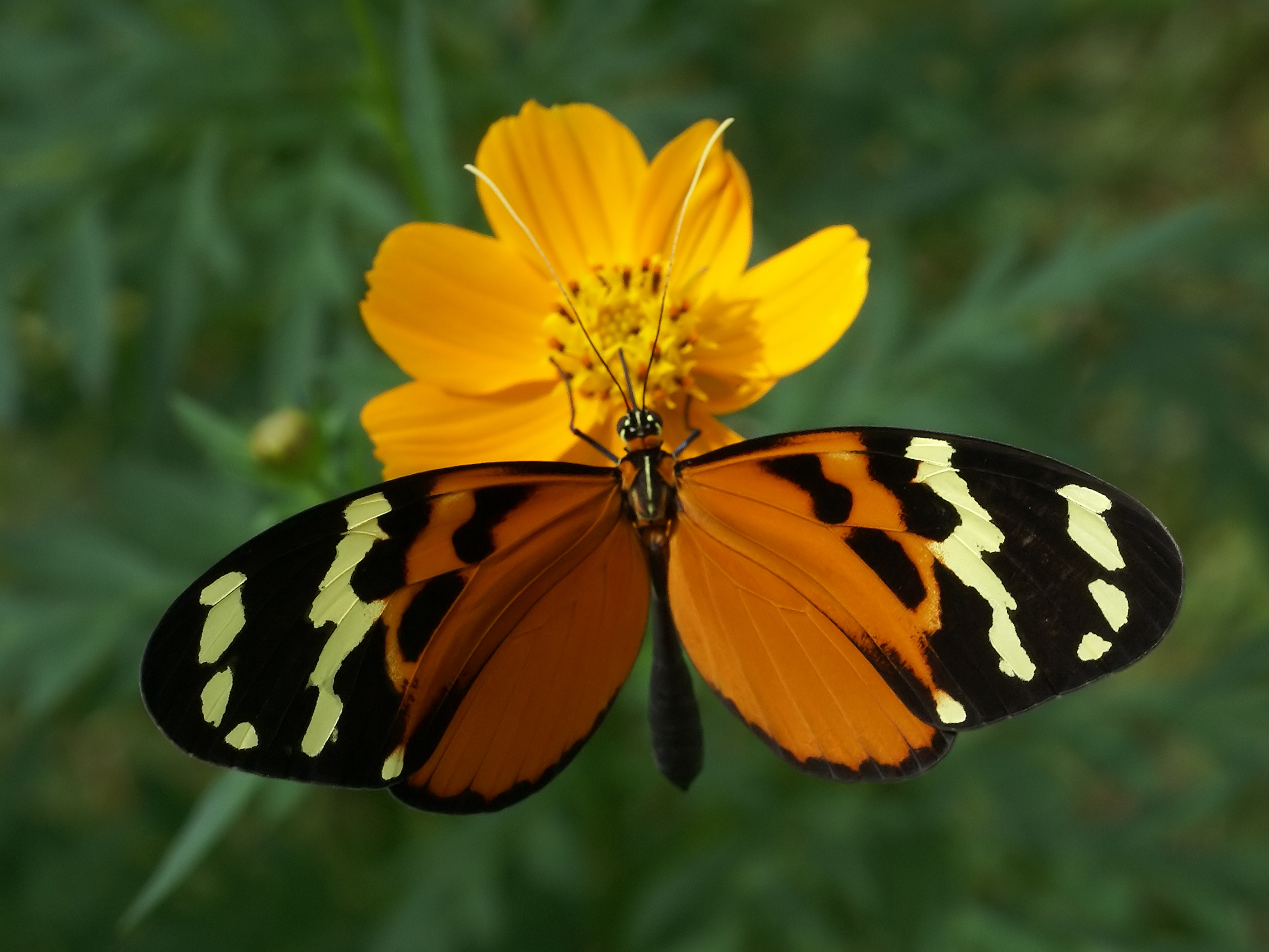
Melinaea lilis
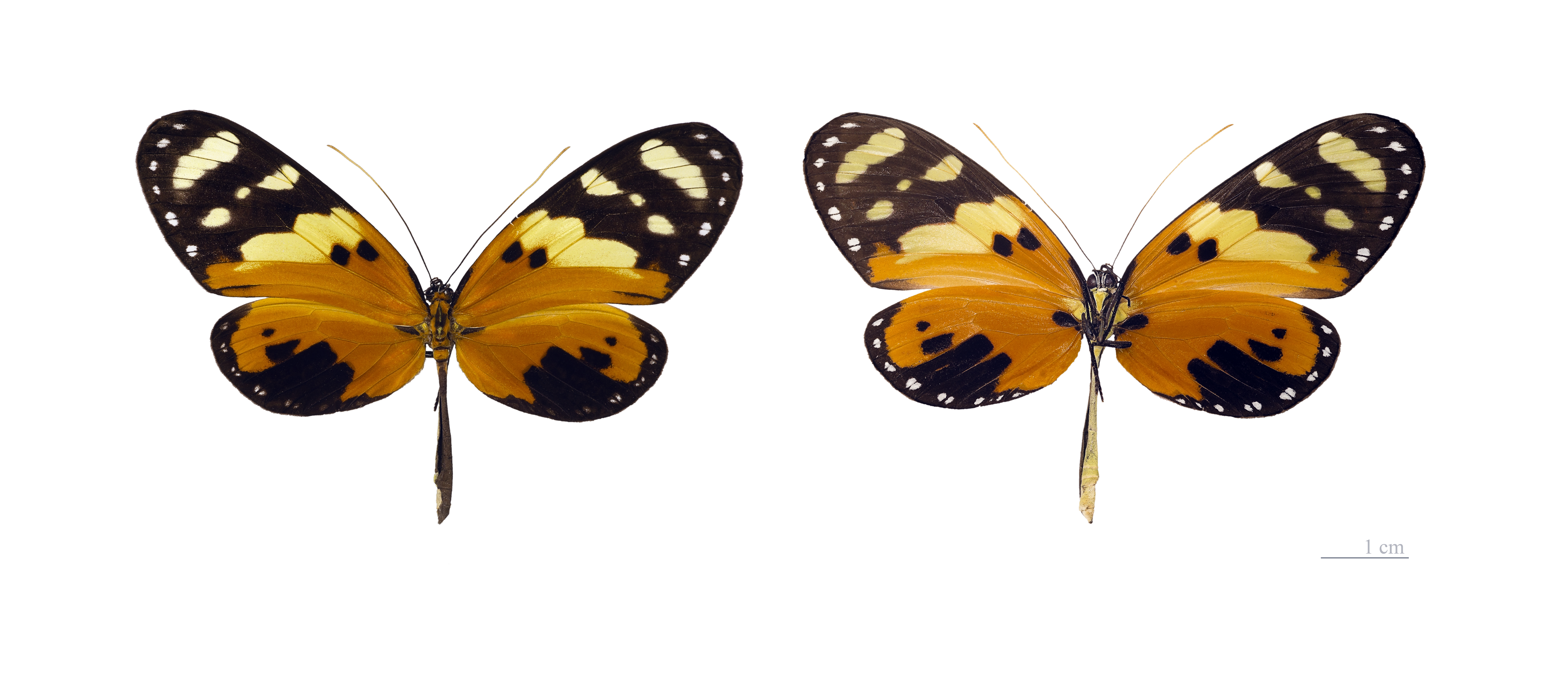
Melinaea ludovica - MHNT
Melinaea mneme - MHNT